# Bizek
Bizek je zagrebačko gradsko naselje na Medvednici pokraj Podsuseda, u četvrti Podsused – Vrapče. U njemu se nalazi sveukupno 4 planinarska puta koji vode dalje u Medvednicu. Samo naselje poznato je po napuštenom kamenolomu Bizek, ali i po nalazištu fosila iz Panonskog mora datirane u miocen.
Do naselja vodi ZET-ova autobusna linija 131.

## Kamenolom Bizek
Kamenolom Bizek izvor je materijala za zagrebačke zgrade poput one Hrvatske pošte u Jurišićevoj 13, arkada na Mirogoju te Zagrebačke katedrale, kao i sirovine za cementaru Podsused, a u svrhu obnove katedrale i biva aktiviran do 2013. godine, kada je istekao ugovor između Ministarstva gospodarstva i tvrtke Naša Katedrala d.o.o. za eksploataciju kamena.
Godine 2014. kamenolom je privukao pozornost medija zbog divljeg deponija otpada nastalog ondje.
Mediji su 2014. godine objavili o planovima za adaptaciju kamenoloma u turističko područje.